# ティモシー・エヨマ
ティモシー・ジョエル・"TJ"・エヨマ（Timothy Joel "TJ" Eyoma, 2000年1月29日 - ）は、イングランド・ロンドン・ハックニー区出身のサッカー選手。EFLリーグ1・リンカーン・シティFC所属。ポジションはDF。

## タイトル
イングランドU-17
- FIFA U-17ワールドカップ:2017